# Črete
Das europäische Vogelschutzgebiet Črete liegt auf dem Gebiet der Städte Maribor, Slovenska Bistrica und Ptuj im Osten Sloweniens. Das etwa 14,7 km² große Gebiet besteht aus zwei Teilgebieten und umfasst unter anderem den Medvedce-Stausee und die umliegenden Waldinseln, in denen große Greifvögel nisten. Der Stausee Medvedce befindet sich am Südrand der Drauebene östlich von Slovenska Bistrica.

## Schutzzweck
Folgende Vogelarten sind für das Gebiet gemeldet; Arten, die im Anhang I der Vogelschutzrichtlinie geführt sind, sind mit * gekennzeichnet:
| Bild              | Anhang I | EU Code | Art               | wissenschaftlicher Name   |
| ----------------- | -------- | ------- | ----------------- | ------------------------- |
| Drosselrohrsänger |          | A298    | Drosselrohrsänger | Acrocephalus arundinaceus |
| Knäkente          |          | A055    | Knäkente          | Anas querquedula          |
| Schnatterente     |          | A051    | Schnatterente     | Anas strepera             |
| Purpurreiher      | *        | A029    | Purpurreiher      | Ardea purpurea            |
| Tafelente         |          | A059    | Tafelente         | Aythya ferina             |
| Reiherente        |          | A061    | Reiherente        | Aythya fuligula           |
| Moorente          | *        | A060    | Moorente          | Aythya nyroca             |
| Trauerseeschwalbe | *        | A197    | Trauerseeschwalbe | Chlidonias niger          |
| Rohrweihe         | *        | A081    | Rohrweihe         | Circus aeruginosus        |
| Kornweihe         | *        | A082    | Kornweihe         | Circus cyaneus            |
| Wiesenweihe       | *        | A084    | Wiesenweihe       | Circus pygargus           |
|                   | *        | A027    | Silberreiher      | Egretta alba              |
| Kranich           | *        | A127    | Kranich           | Grus grus                 |
| Seeadler          | *        | A075    | Seeadler          | Haliaeetus albicilla      |
| Zwergdommel       | *        | A022    | Zwergdommel       | Ixobrychus minutus        |
| Neuntöter         | *        | A338    | Neuntöter         | Lanius collurio           |
| Lachmöwe          |          | A179    | Lachmöwe          | Larus ridibundus          |
| Schwarzmilan      | *        | A073    | Schwarzmilan      | Milvus migrans            |
| Brachvogel        |          | A160    | Großer Brachvogel | Numenius arquata          |
| Fischadler        | *        | A094    | Fischadler        | Pandion haliaetus         |
| Kampfläufer       | *        | A151    | Kampfläufer       | Philomachus pugnax        |
| Kleines Sumpfhuhn | *        | A120    | Kleines Sumpfhuhn | Porzana parva             |
| Tüpfelsumpfhuhn   | *        | A119    | Tüpfelsumpfhuhn   | Porzana porzana           |
| Wasserralle       |          | A118    | Wasserralle       | Rallus aquaticus          |
| Bruchwasserläufer | *        | A166    | Bruchwasserläufer | Tringa glareola           |
| Kiebitz           |          | A142    | Kiebitz           | Vanellus vanellus         |